# Présidence de Raymond Poincaré
Président de la République française
Présidence d'Armand Fallières Présidence de Paul Deschanel
La présidence de Raymond Poincaré commence officiellement le 18 février 1913 à l'expiration des pouvoirs de son prédécesseur Armand Fallières et se termine normalement à l'issue de son septennat, le 18 février 1920. Il est élu président de la République française le 17 janvier 1913 par l'Assemblée nationale. Durant sa présidence, il va souffrir des limitations de sa fonction notamment lorsque Georges Clemenceau devient Président du Conseil en novembre 1917.

## Politique internationale

### Déplacements internationaux
Raymond Poincaré effectue cinq voyages à l'étranger au cours de son mandat, toujours en Europe. Le plus notable est son voyage en Russie à l'été 1914, deux semaines après l'attentat de Sarajevo, au cours duquel il pousse le tsar Nicolas II à la fermeté face à l'Allemagne et à l'Autriche-Hongrie, attitude qui contribuera au déclenchement de la Première Guerre mondiale le mois suivant.
| Royaume-Uni  | 23 au 29 juin 1913     | Voyage officiel.                                                    |
| Espagne      | 7 au 15 octobre 1913   | Voyage officiel.                                                    |
| Empire russe | 13 au 23 juillet 1914  | Voyage officiel en compagnie du président du Conseil, René Viviani. |
| Belgique     | 21 au 24 juillet 1919  | Voyage.                                                             |
| Royaume-Uni  | 10 au 14 novembre 1919 | Voyage.                                                             |

## Politique intérieur

### Déplacements, inaugurations
- le 11 septembre 1913, il inaugure viaduc des Rochers Noirs sur la ligne de chemin de fer Transcorrézien[3].
- Le 9 novembre 1913, il inaugure la statue d'André Theuriet à Bourg-la-Reine[4]